# Kaleidoscope Men
Kaleidoscope Men es el tercer disco de estudio de la banda de rock psicodélico Los Mac's, lanzado en diciembre de 1967 por el sello RCA-Victor. Comúnmente es referido como uno de los álbumes fundamentales de la psicodelia latinoamericana, siendo un álbum con un estilo musical y lírico muy poco común en esos años. Gracias a letras alusivas a política, drogas, poesía y un estilo propio de beat, Kaleidoscope Men se convirtió en un disco popular en su época y legendario en el presente, siendo todavía pieza de colección para los amantes de la psicodelia y el beat sesentero. Fue en este disco en el que se publicó la popular canción La Muerte de mi Hermano, siendo una canción con un tinte político crudo, en contraste con los demás grupos de la misma camada, los cuales de manera muy tímida hacían alusiones políticas.
Además es considerado, junto con el disco Aguaturbia del grupo homónimo, Del volar de las palomas de los Blops y el disco Fictions de Los Vidrios Quebrados, uno de los principales y más importantes discos de rock chileno de todos los tiempos.

## Antecedentes
Para el año 1967, la música internacional y nacional estaba en un auge inmenso, con lanzamientos tan revolucionarios en temas musicales, indagando en la experimentación y las fusiones de estilos. Toda esta influencia fue absorbida por los integrantes de Los Mac's, quienes, luego de salir del típico grupo influenciado por la Beatlemanía, decidieron empezar a componer un disco con canciones propias, demostrando su habilidad compositiva y musical. Reuniendo las influencias de parte de Bob Dylan, la poesía beat de Allen Ginsberg, la influencia sonora de Vainilla Fudge y The Id empezaron la composición de un disco que les tomaría poco menos de un año en terminar. También fue factor importante el disco Fictions de Los Vidrios Quebrados, junto con lo primero de Pink Floyd y en menor medida el Sgt. Pepper's Lonely Hearts Club Band que había salido unos meses antes de la publicación del disco.

## Lista de canciones
| Cara 1 |                                 |          |  |
| N.º    | Título                          | Duración |  |
| 1.     | «F.M. y Cia.»                   | 2:55     |  |
| 2.     | «Degrees»                       | 2:41     |  |
| 3.     | «Secuencias»                    | 2:02     |  |
| 4.     | «El Evangelio de la gente sola» | 3:21     |  |
| 5.     | «Dear Friend Bob»               | 2:36     |  |
| 6.     | «A través del cristal»          | 2:40     |  |
| 15:35  |                                 |          |  |

| N.º   | Título                               | Duración |  |
| 1.    | «La muerte de mi hermano»            | 2:32     |  |
| 2.    | «Anne Marie»                         | 2:30     |  |
| 3.    | «Tensión extrema»                    | 2:31     |  |
| 4.    | «Al otro lado del mar»               | 2:54     |  |
| 5.    | «El amor después de los veinte años» | 4:12     |  |
| 6.    | «Nada dulce niña»                    | 4:08     |  |
| 17:17 |                                      |          |  |

## Personal
- David MacIver – voz, guitarras
- Carlos MacIver – voz, bajo
- Willy Morales – voz, piano, órgano, mellotron, efectos de sonido
- Eric Franklin – batería, percusión
- Músicos no identificados – arreglo de cuerdas

- Datos: Q5957731